# آلیس کریج
الیس ماد کریج (انگلیسی: Alice Maud Krige؛ زادهٔ ۲۸ ژوئن ۱۹۵۴) یک هنرپیشه، تهیه‌کننده، و بازیگر سینما اهل آفریقای جنوبی است.
وی از سال ۱۹۷۶ میلادی تاکنون مشغول فعالیت بوده‌است.

## گزیدهٔ آثار
از فیلم‌ها یا برنامه‌های تلویزیونی که وی در آن نقش داشته‌است می‌توان به آثار زیر اشاره کرد.
- ارابه‌های آتش
- شاگرد جادوگر
- زنده بمان
- سایلنت هیل
- شهر دایناسورها
- قلب‌های تنها
- سلطنت آتش
- ثور: دنیای تاریک
- سولومون کین
- قهرمان ده اینچی
- پیشتازان فضا: اولین برخورد
- ناپلئون
- صبح تو را می‌بینم
- داستان دو شهر
- شارپ
- غرب رؤیایی
- مولوکای
- تابستان تسخیرشده
- فرزندان تلماسه فرانک هربرت